# Lista de vereadores de São Francisco de Itabapoana
Esta é a lista de vereadores de São Francisco de Itabapoana, município brasileiro do estado do Rio de Janeiro.
A Câmara Municipal de São Francisco de Itabapoana é formada por treze representantes. O prédio da Câmara chama-se Palácio Municipal Vereador Edenites da Silva Viana, em homenagem ao vereador desta cidade.

## Legislatura de 2021–2024
Estes são os vereadores eleitos nas eleições de 16 de novembro de 2020, pelo período de 1° de janeiro de 2021 a 31 de dezembro de 2024:
| Mesa Diretora (2021-2022)            |                       |                        |                           |
| Nome                                 | Início do mandato     | Fim do mandato         | Cargo                     |
| Maxsuel Cerqueira Azevedo (PSD)      | 1º de janeiro de 2021 | 31 de dezembro de 2022 | Presidente da Câmara      |
| Ricardo Alexandre da S. Santos (PSC) | 1º de janeiro de 2021 | 31 de dezembro de 2022 | Vice-presidente da Câmara |
| Aroldo Leandro da Silva (PSC)        | 1º de janeiro de 2021 | 31 de dezembro de 2022 | 1º Secretário             |
| José Renato dos Santos Barreto (SD)  | 1º de janeiro de 2021 | 31 de dezembro de 2022 | 2º Secretário             |

|    | Nome                                                                                             | Partido                          | Votos | %    | Observações                                                  |
| -- | ------------------------------------------------------------------------------------------------ | -------------------------------- | ----- | ---- | ------------------------------------------------------------ |
| 1  | Professora Yara Cinthia Rocha Nogueira Santana (Campos dos Goytacazes, 26.01.1967–)              | Solidariedade (SD)               | 1.535 | 5,31 | 2º mandato                                                   |
| 2  | Ralph Nascimento Mota, Ralphinho do Aipim (São João da Barra, 27.12.1979–)                       | Progressista (PP)                | 1.367 | 4,73 | 2º mandato                                                   |
| 3  | Maxsuel Cerqueira Azevedo, Cocóia (2021-2022) (São Francisco de Itabapoana, 15.04.1975–)         | Partido Social Democrático (PSD) | 1.237 | 4,28 | 2º mandato                                                   |
| 4  | José Renato dos Santos Barreto, Renato Roxinho (Campos dos Goytacazes, 24.01.1978–)              | Solidariedade (SD)               | 1.117 | 3,86 | 1º mandato                                                   |
| 5  | Milton de Freitas Mota, Milsinho (São Francisco de Itabapoana, 01.06.1974–)                      | Solidariedade (SD)               | 1.105 | 3,82 | 1º mandato                                                   |
| 6  | João Eleno Barreto de Jesus (São Francisco de Itabapoana, 16.04.1976–)                           | Solidariedade (SD)               | 1.093 | 3,78 | 2º mandato                                                   |
| 7  | Aroldo Leandro da Silva (São Francisco de Itabapoana, 26.02.1976–)                               | Partido Social Cristão (PSC)     | 1.066 | 3,68 | 1º mandato                                                   |
| 8  | Edimar Macedo Cordeiro, Mazinho de Caboclo (São Francisco de Itabapoana, 06.07.1964–)            | Partido Social Cristão (PSC)     | 1.055 | 3,65 | 1º mandato                                                   |
| 9  | Jonimásio Ferreira Higino, Mazinho da Banda (São Francisco de Itabapoana, 18.07.1973–10.06.2021) | Partido Social Democrático (PSD) | 956   | 3,30 | 1º mandato Falecido durante o mandato                        |
| 10 | Ezaque Salvador da Penha, Isaac Salvador (São Francisco de Itabapoana, 17.01.1982–)              | Partido Social Democrático (PSD) | 925   | 3,20 | 1º mandato                                                   |
| 11 | Ricardo Alexandre da Silva Santos, Barrão (São Francisco de Itabapoana, 01.02.1975–)             | Partido Social Cristão (PSC)     | 920   | 3,18 | 2º mandato                                                   |
| 12 | José Roberto Marques Barreto, Flor de Guaxindiba (São João da Barra, 19.03.1974–)                | REPUBLICANOS                     | 887   | 3,07 | 1º mandato                                                   |
| –  | Leandro Luiz Couto Lemos, Leandro Babão (Niterói, 14.10.1978–)                                   | Partido Social Democrático (PSD) | 818   | 2,83 | 2º mandato Assumiu em 29.06.2021 na vaga de Mazinho da Banda |
| 13 | Fauazi Ribeiro Cherene (Campos dos Goytacazes, 24.09.1962–)                                      | Progressista (PP)                | 767   | 2,65 | 1º mandato                                                   |

## Legislatura de 2017–2020
Estes são os vereadores eleitos nas eleições de 2 de outubro de 2016, pelo período de 1° de janeiro de 2017 a 31 de dezembro de 2020:
|    | Nome                                                                                       | Partido                                            | Votos | %    | Observações                                                          |
| -- | ------------------------------------------------------------------------------------------ | -------------------------------------------------- | ----- | ---- | -------------------------------------------------------------------- |
| 1  | Renato da Silva Fernandes, de Buena (São João da Barra, 13.08.1981–)                       | Partido Progressista (PP)                          | 1.183 | 4,22 | 1º mandato                                                           |
| 2  | Raliston Souza da Conceição (Bom Jesus de Itabapoana, 26.11.1978–)                         | Partido do Movimento Democrático Brasileiro (PMDB) | 1.142 | 4,07 | 1º mandato                                                           |
| 3  | Ricardo Alexandre da Silva Santos, Barrão (São Francisco de Itabapoana, 01.02.1975–)       | Partido Popular Socialista (PPS)                   | 1.126 | 4,02 | 1º mandato                                                           |
| 4  | Maxsuel Cerqueira Azevedo, Cocoia (2019-2020) (São Francisco de Itabapoana, 15.04.1975–)   | Partido Ecológico Nacional (PEN)                   | 1.017 | 3,63 | 1º mandato                                                           |
| 5  | Humberto Ramos Martins, Bebeto Ramos (São João da Barra, 10.02.1966–)                      | Partido Social Cristão (PSC)                       | 840   | 3,00 | 1º mandato                                                           |
| 6  | João Eleno Barreto de Jesus (São Francisco de Itabapoana, 16.04.1976–)                     | Solidariedade (SD)                                 | 838   | 2,99 | 1º mandato                                                           |
| 7  | Kdemar Cordeiro, Caboclo (Presidente Kennedy, 11.10.1936–)                                 | Partido do Movimento Democrático Brasileiro (PMDB) | 826   | 2,95 | 1º mandato                                                           |
| 8  | Luciano Nunes Coutinho (São Francisco de Itabapoana, 01.11.1977–)                          | Partido Trabalhista Nacional (PTN)                 | 817   | 2,91 | 1º mandato                                                           |
| 9  | Marcos Antonio Oliveira Santos, Marquinhos de Santo Amaro (São João da Barra, 13.11.1971–) | Partido da República (PR)                          | 803   | 2,86 | 1º mandato                                                           |
| 10 | José Jorge Cherene, Zé Cherene (Campos dos Goytacazes, 20.12.1952–)                        | Partido Social Cristão (PSC)                       | 788   | 2,81 | 1º mandato                                                           |
| 11 | José Pinto de Souza Filho, Pintinho (2017-2018) (Campos dos Goytacazes, 20.01.1961–)       | Partido Republicano da Ordem Social (PROS)         | 666   | 2,38 | 1º mandato                                                           |
| 12 | Professora Yara Cinthia Rocha Nogueira Santana (São João da Barra, 26.01.1967–)            | Democratas (DEM)                                   | 630   | 2,25 | 1º mandato Licenciada, nomeada Secretária Mun. de Educação e Cultura |
| 13 | Jarédio Barreto de Azevedo (Campos dos Goytacazes, 08.07.1971–)                            | Solidariedade (SD)                                 | 615   | 2,19 | 1º mandato                                                           |
| –  | Leandro Luiz Couto Lemos, Leandro Babão (Niterói, 14.10.1978–)                             | Partido Socialista Brasileiro (PSB)                | 521   | 1,86 | 1º mandato Assumiu em 01.2017 no lugar de Yara Cinthia               |

## Legenda
| Cor  | Significado          |
| Bege | Presidente da Câmara |
| Azul | Suplente             |